# Turdina d'Annam
La turdina d'Annam (Gypsophila annamensis) és un ocell de la família dels pel·lorneids (Pellorneidae).

## Hàbitat i distribució
Habita zones amb matolls a les terres baixes del sud de la Xina, nord-est de Laos i nord-oest i centre del Vietnam a l'oest de Tonquín i nord d'Annam.

## Taxonomia
Fins fa poc era considerat part de Gypsophila crispifrons fins a la seua separació, arran els treballs de Gwee et al. 2020.